# Floresta Estadual do Uaimii
A Floresta Estadual do Uaimii (FLOE Uaimii) é uma unidade de conservação de uso sustentável da esfera estadual mineira criada em 2003. A FLOE está localizada dentro do distrito de São Bartolomeu do município de Ouro Preto, cerca de 90 km de Belo Horizonte, e dentro do bioma Mata Atlântica. A floresta faz parte de um mosaico de unidades de conservação na região do quadrilátero ferrífero.

## Etimologia
A palavra uaimii era o nome indígena para o Rio das Velhas, cuja nascente se encontra em Ouro Preto, significa "rio das velhas tribos descendentes".

## Clima e temperatura
O clima na região é o subtropical de altitude, Cwb, possui uma precipitação anual de certa de 1300 a 1900 mm, divido entre um período chuvoso de outubro a março e um período seco de abril a setembro. A média anual de temperatura é entre 17ºC e 18,5ºC.